# 勢不兩立 (1974年電影)
《勢不兩立》（德語：Einer Von Uns Beiden）是1974年由沃尔夫冈·彼德森（Wolfgang Petersen）执导的一部西德犯罪/心理惊悚剧情片，改编自霍尔斯特·博塞茨基（Horst Bosetzky）以笔名“一基”（-ky）出版的同名小说。电影故事发生于西德柏林，以一名大学教授与一名敲诈勒索者之间你死我活的争斗为主线。本片为彼得森的电影长片处女作，由克劳斯·施瓦茨科普夫（Klaus Schwarzkopf）和约尔根·普罗赫诺（Jürgen Prochnow）等主演，于1974年获得两项德国电影奖。

## 剧情梗概
失意的大学辍学生伯恩特·齐根哈斯（约尔根·普罗赫诺饰）曾尝试出版个人小说但最终失败，只得以代写学术文章为生。机缘巧合之下，他发现著名社会学教授吕第格·科尔齐克（克劳斯·施瓦茨科普夫饰）的博士论文实际上仅仅是翻译了一位美国学者的文章，纯属抄袭之作。齐根哈斯随即决定以此为由勒索科尔齐克，要求其支付一笔10,000马克的封口费，外加每月1,500马克的月费。科尔齐克起初满足了齐根哈斯的要求，但随后意识到他不可能永远将自己的个人名誉与学术生涯维系在一名勒索者身上。于是科尔齐克在寄送给齐根哈斯的支票附言中向这位年轻人“宣战”，发誓“我们两人中只有一人能活下来”。
为了寻找反击之道，科尔齐克开始秘密调查齐根哈斯。他首先伪装成齐根哈斯的亲属，并从其前室友处获得齐根哈斯的新住址，随后遇见了他的新室友兼朋友、一位名叫梅霁（艾尔克·萨默饰）的妓女。梅霁刚刚存到足够的钱，正考虑结束其妓女生涯并开始新的生活。科尔齐克尝试从梅霁处收集有关齐根哈斯的更多信息，但梅霁未能依约与科尔齐克见面。因为恰巧数小时前，梅霁与假释出狱的前男友、皮条客蒲柳策尔（克劳斯·西奥·加特纳饰）发生了不愉快的冲突，在此过程中，有暴力倾向的蒲柳策尔失手杀死了她，并偷走了她的所有积蓄。在警方调查过程中，梅霁的室友、最近忽然获得一大笔来历不明的金钱的齐根哈斯，以及在案发当时恰巧与梅霁有约的科尔齐克，双双成为了怀疑的对象。齐根哈斯说服了科尔齐克在讯问过程中掩护自己。科尔齐克向警方谎称齐根哈斯是自己的私人助理，而那些钱是自己借给齐根哈斯支应生活用的，与梅霁的约会则是为了准备一项与性产业相关的社会科学研究而做的乡野调查。负责此案的拉瑙警监（Kommissar Rannow），虽然心怀疑窦，仍然接纳了他们的口供。
不久后，科尔齐克前往美国，设法获得了由他所剽窃的美国学者签署的声明，宣称其文章中的理论实际来源于于科尔齐克本人。由此，科尔齐克不再每月向齐根哈斯支付赎金，而仅仅答应齐根哈斯，为了避免事情闹大，他保证不以敲诈勒索的罪名控告齐根哈斯。齐根哈斯起初陷入绝望，但不久便发现那名美国学者早已去世，说明科尔齐克只是在虚张声势而已。齐根哈斯由是进一步加强了对科尔齐克的勒索，两人间的仇恨也随着他们不择手段的争斗而愈发强烈。科尔齐克发现齐根哈斯以为自己正试图杀死他，于是开始玩弄齐根哈斯的心理，例如向他邮寄一个带有闹钟的包裹，令齐根哈斯误以为他收到的是定时炸弹等。在双方的心理战如火如荼的同时，齐根哈斯却与科尔齐克的女儿吉妮（克里斯蒂娜·内尔饰）成为了恋人，如此一来，科齐二人在台面上不得不假装成朋友，但私下里你死我活的争斗仍在不断升级，并不可避免地走向最后的悲剧……

## 主要演员
- 克劳斯·施瓦茨科普夫（Klaus Schwarzkopf） 饰 吕第格·科尔齐克教授博士（Prof. Rüdiger Kolczyk）
- 约尔根·普罗赫诺（Jürgen Prochnow） 饰 伯恩特·齐根哈斯（Bernd Ziegenhals）
- 艾尔克·萨默（Elke Sommer） 饰 梅霁（Miezi）
- 厄拉·亚科布松（Ulla Jacobsson） 饰 莱茵赫特·科尔齐克太太（Reinhild Kolczyk）
- 克里斯蒂娜·内尔（Kristina Nel） 饰 吉妮·科尔齐克（Ginny Kolczyk）
- 艾妮塔·库普希（Anita Kupsch） 饰 比娅特·布劳秘书（Sekretärin Beate Blau）
- 沃尔特·格罗斯（英语：Walter Gross (actor)）（Walter Gross） 饰 麦尔策老爹（Opa Melzer）
- 贝尔塔·德鲁兹（Berta Drews） 饰 布拉茨大妈（Mutter Braats）
- 奥托·桑德（Otto Sander） 饰 鲁勒·鲁尔斯朵夫（Rulle Ruhlsdorff）
- 克劳斯·西奥·加特纳（Claus Theo Gärtner） 饰 卡尔·蒲柳策尔（Kalle Prötzel）

## 拍摄与制作背景
《勢不兩立》改编自社会学教授霍尔斯特·博塞茨基（Horst Bosetzky）的同名小说（又译《你死我活》）。囿于博塞茨基的教授身份，小说发表时署以笔名“一基”（-ky）。
该片是彼得森的第一部故事长片。此前彼得森已经执导了一些高关注度的电视剧集，包括电视剧《罪案现场》（Tatort）中的四集，彼德森的作品倾向于使用相对固定的卡司阵容，本片的两位主演克劳斯·施瓦茨科普夫和约尔根·普罗赫诺都曾在这些剧集中露面。
本片于1973年10月和11月在柏林和叙尔特岛取景，片中科尔齐克教授博士位于雨果-沃尔特大街上的住家内外景均拍摄于柏林万湖区，使用了特艺彩色技术，以1.66:1的长宽比格式摄制于35毫米胶片上。

## 发行与上映
本片于1974年2月22日在柏林的格洛莉娅宫影院首映，并于同年4月22日全国公映，其首次于电视荧屏上播出则是在1982年2月12日的德国电视二台（ZDF）上。
本片于1998年在德国发行VHS录像带，并于2008年发行DVD影碟。

## 奖项与荣誉
本片于上映当年（1974年）获得三项德国电影奖提名，其中两项获奖：
- 最佳新人导演：获奖（沃尔夫冈·彼得森）
- 最佳摄影：获奖（查利·斯坦伯格（英语：Charly Steinberger））
- 最佳男主角：提名（克劳斯·施瓦茨科普夫）

本片也代表西德被选送参加1975年第47届奥斯卡金像奖最佳外语片的评奖，但最终未获得提名。

## 电影原著
霍尔斯特·博塞茨基: 你死我活. 罗沃尔特出版社, 汉堡. 1972. ISBN 3-499-42244-1